# Cyrtopodion kohsulaimanai
Cyrtopodion kohsulaimanai es una especie de gecos de la familia Gekkonidae.

## Distribución geográfica yhábitat
Es endémica de unos montanos en el centro de Pakistán. Su rango altitudinal oscila entre 1000 y 1800 m s. n. m..